# Kiley McKinnon
Kiley McKinnon (New Haven, 1 de septiembre de 1995) es una deportista estadounidense que compite en esquí acrobático. Ganó una medalla de plata en el Campeonato Mundial de Esquí Acrobático de 2015, en la prueba de salto aéreo.

## Medallero internacional
| Campeonato Mundial | Campeonato Mundial    | Campeonato Mundial | Campeonato Mundial |
| Año                | Lugar                 | Medalla            | Competición        |
| ------------------ | --------------------- | ------------------ | ------------------ |
| 2015               | Kreischberg (Austria) | Medalla de plata   | Salto aéreo        |